# Peer exchange
Peer exchange är en metod som används inom bittorrent-tekniken. Vanligtvis används trackers och DHT för att hitta peers. Med Peer exchange kontrollerar programmet i fråga alla värdar som den är uppkopplad mot om de känner till fler värdar. Om så är fallet frågar programmet de nyfunna värdarna, osv.

## Klienter som stödjer Peer Exchange
- Azureus och klienter som bygger på Azureus
- BitComet
- BitTorrent
- µTorrent
- BitTornado
- Rasterbars libtorrent
  - Deluge
  - qBitTorrent
  - SharkTorrent
  - BTG
  - BitRocket
  - MooPolice
- BitLord